# Зуевское водохранилище
Зу́евское водохранилище (укр. Зуївське водосховище) — небольшое водохранилище речного типа на реке Крынка в Донецкой области на Украине. Площадь поверхности — 1,79 км².

## Технические и физико-географические характеристики
В двадцатом веке Зуевское водохранилище относилось к крупнейшим промышленным водохранилищам Донбасса. Площадь зеркала водохранилища — 2,5 км², площадь водосбора — 1327 км², запас воды — 5,9 млн м³, длина водохранилища — около 4,5 км, ширина — от 200 до 780 м, высота уреза воды — 96 м. Водохранилище создано путём перекрытия реки Крынка дамбой с безнапорной плотиной при строительстве в 30-х годах XX-го века Зуевской электростанции. Создавалось оно прежде всего для нужд этой электростанции и являлось её технологическим объектом. Параллельно со строительством плотины на его левом берегу закладывался город Зугрэс. В настоящее время весь левый берег водохранилища входит в черту города. Водохранилище имеет несколько гидротехнических сооружений Зуевской ТЭС и Зуевской ТЭЦ. Обеспечение технологических процессов на этих двух предприятиях и гидрологического режима Крынки — основное назначение Зуевского водохранилища. Плотина водохранилища включает в себя мост через Крынку, по которому проходит автодорога H-21.
Донецкий кряж, где расположено водохранилище, относится к зоне с континентальным климатом. Лето здесь засушливое, с суховеями, а зима — со значительными перепадами температур и колючими ветрами. Зимой водохранилище замерзает. Ледостав неустойчив. Обычно ледяной покров устанавливается в конце ноября — начале декабря; тает в марте. Толща льда 30 — 40 см, местами до полуметра. В месте сброса воды Зуевской ТЭЦ всегда образуется полынья.
- Южная сторона.
- Вид с восточной стороны.
- Западная сторона.

## Флора и фауна. Экология
Бассейн верхнего течения Крынки, где расположено водохранилище, представляет собой урбанизированную территорию с высокой плотностью населения и множеством малых, средних и крупных промышленных объектов, в том числе шахт. Следствием этого является высокая загрязнённость почв и водоёмов вредными химическими веществами. Экологическая ситуация в регионе оценивается как критическая. Всё это в полной мере характерно и для Зуевского водохранилища.
Флора восточной прибрежной полосы водохранилища значительно обеднена деятельностью человека (берег в городской черте). Не на много меньшему воздействию подвержен растительный мир и западного берега водохранилища. В целом флора водохранилища не отражает всего богатства растительного мира бассейна Крынки. Фауна водохранилища (рыба, земноводные, пресмыкающиеся, насекомые) менее подвержена прямому воздействию человека, и потому представлена большей частью видов бассейна реки. В менее комфортных условиях на водохранилище находятся птицы (хотя утки, иногда лебеди, остаются зимовать на полынье).
Главным загрязнителем воды в водохранилище является город: из-за рельефа местности вся грязь смываемая с города дождями, загрязнённые талые воды — всё сразу оказывается в водохранилище, стекая туда ручьями по балкам и автодорогам.
Представители фауны водохранилища:
- Желтобрюх
- Дикие утки. Зимовье 2010-11 г.
- Лебедь-шипун[5]. Зимовье 2010-11 г.